# Porte du Besset
Pour les articles homonymes, voir Besset (homonymie).
La porte du Besset est une porte située en France sur la commune de Pradelles, dans la région Auvergne-Rhône-Alpes.

## Localisation
La porte est située dans le département français de la Haute-Loire, sur la commune de Pradelles, dans l'ancienne région administrative d'Auvergne.

## Historique
Élément de la fortification urbaine défensive, la porte du Besset fait partie des fortifications continues érigées au début du XIVe siècle, peu après la guerre de Cent Ans. Située après la principale porte de La Halle, elle était vraisemblablement la plus importante,.

## Description
L'ouvrage ne présente plus d'appareil défensif et s'ouvre au sud à travers deux arcs en tiers-point. Le second, plus bas selon la tradition des fortifications, était destiné à accueillir la herse. La voussure intérieure, en anse de panier, supportait la chambre de défense et le poste de guet.

## Protection
La porte du Besset est inscrite au titre des monuments historiques par arrêté du 22 novembre 1972.